# الحد من مخاطر الكوارث

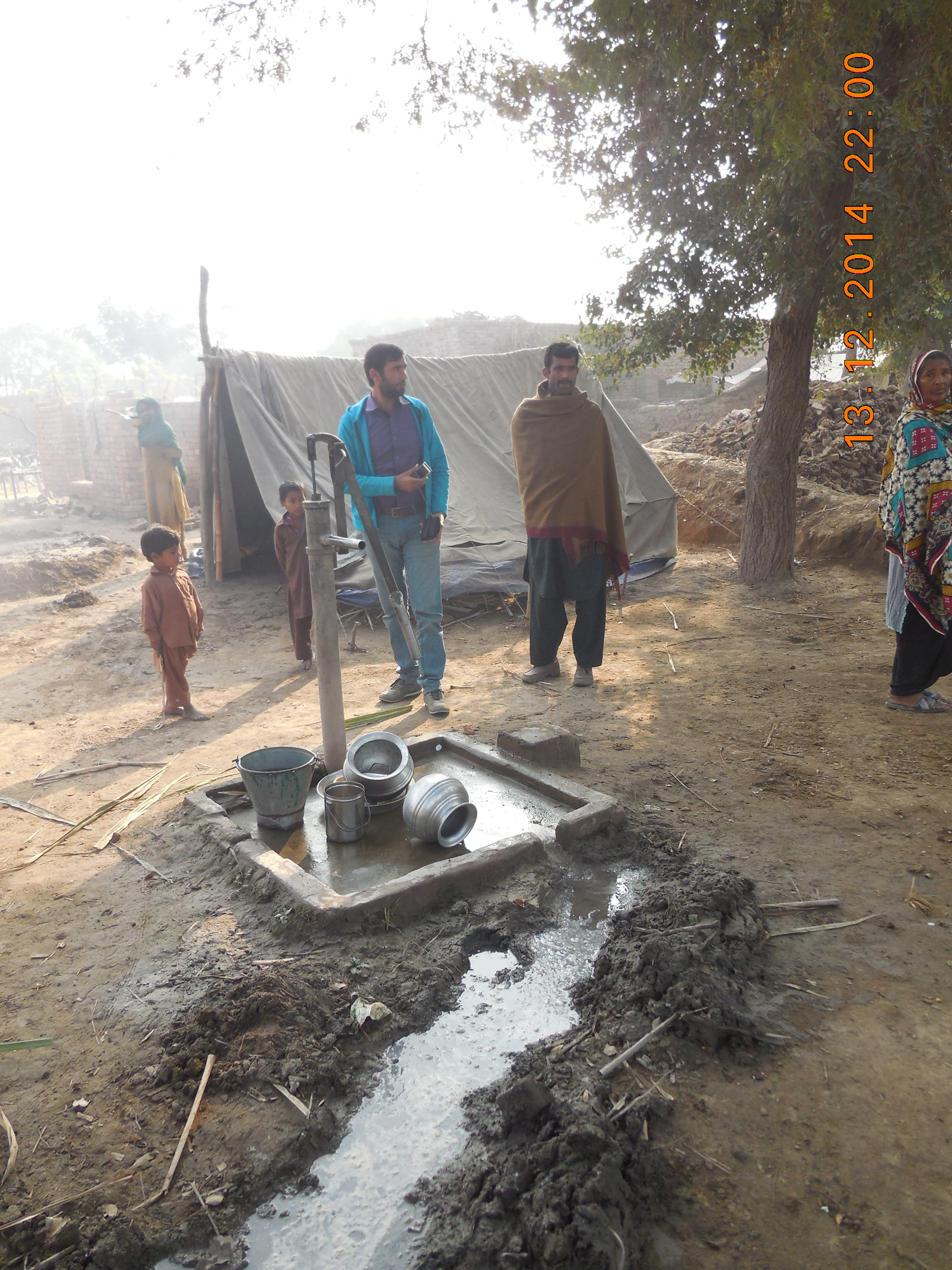
الاستحمام وادارة مخاطر الكوارث

يعتبر الحد من مخاطر الكوارث (DRR) برنامج نظامي لتحديد وتقييم وتقليل مخاطر الكوارث. يهدف هذا البرنامج إلي تقليل الأذي الذي تتعرض له البيئة اقتصادياً واجتماعياً بسبب الكوارث، فضلاً عن التعامل مع الخطر البيئي وغيره من الأخطار التي تتسبب في هذا الأذي. وقد تأثر هذا البرنامج كثيراً بمجموعة الأبحاث التي أجريت في هذا الصدد والتي تم طبعها في منتصف السبعينات. إن الحد من مخاطر الكوارث يعتبر مسئولية وكلات التنمية ووكالات الإغاثة على حد سواء، فيجب أن يكون جزءًا لا يتجزأ من النهج الذي تعمل به المنظمات وليس عملاً إضافيًاً أو عملًا لا يحدث إلا مرة واحدة. كذلك، يعتبر (DRR) برنامجًاً واسعًا النطاق حيث أن مجاله أوسع وأعمق من المجال التقليدي لقواعد إدارة الطوارئ، كما أن هناك إمكانات لمبادرات للحد من مخاطر الكوارث في كل قطاع من قاطاعات التنمية والأعمال الإنسانية.
إن التعريف الأكثر انتشارًا لـلحد من مخاطر الكوارث هو الذي وضعته وكالات الأمم المتحدة مثل وكالة الإستراتيجية الدولية للحد من الكوارث (UNISDR) -والتي يطلق عليها أيضًا مكتب الأمم المتحدة للحد من مخاطرالكوارث- ومثل برنامج الأمم المتحدة الإنمائي (UNDP). ينظر الإطار الفكري لهذا البرنامج في إمكانية تقليل الأذي ومخاطر الكوارث في أي مكان داخل المجتمع وكذلك في تجنب (أي الوقاية من) الآثار السلبية للمخاطر أو الحد منها (أي تخفيفها والتأهب للتعامل معها) وذلك ضمن السياق الواسع للتنمية المستدامة.

## السياق

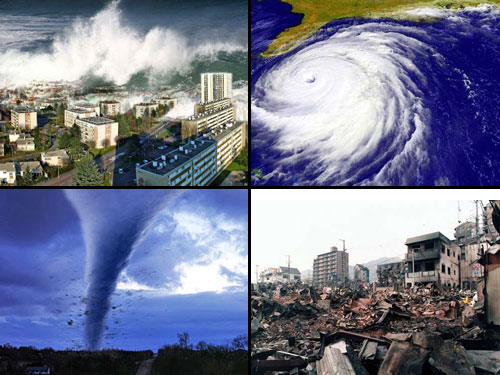
الأشكال المختلفة للكوارث

يكرس 4% فقط من حجم المساعدات الإنسانية السنوية والتي تقدر ب 10 بليون دولار للوقاية من تلك المخاطر، وعلى الرغم من ذلك، فإن كل دولارٍ ينفق علي خفض المخاطر يوفر ما بين 5 و10 دولارات من الخسائر الاقتصادية التي تنجم عن الكوارث.

## تطوير المفهوم والنهج
أدي التطور الذي شهدته إدارة الكوارث فكريًا وعمليًا منذ السبعينات إلي معرفة أسباب حدوث تلك الكوارث تدريجيًا بشكل أوسع وأعمق، وذلك بالإضافة إلى العديد من النُهُج الكلية الأكثر تكاملًا التي تهدف إلي تقليل أثارها. إن النموذج الحديث لادارة الكوارث الحد من مخاطر الكوارث يمثل الخطوة الأخيرة في هذا الطريق. وبالرغم من أن هذا البرنامج يعد جديدًا نسبيًا من الناحية الرسمية، إلا أنه يتضمن تلك الأفكار والممارسات منذ زمن بعيد، ثم تبنته الوكلات الدولية والحكومات ومخططات مواجهة الكوارث ومنظمات المجتمع المدني بشكلٍ أوسع.
ويري الكثيرون أن التغير المناخي له تأثير مباشر علي انتشار الكوارث وخطورتها، فضلًا عن أنه يجعلها تتكرر في المستقبل، لذلك تتزايد الجهود للربط بشكل وثيق بين الحد من مخاطر الكوارث وبين التكيف مع ظاهرة التغير المناخى سياسيًا وعمليًا.
يعتبر الحد من مخاطر الكوارث مفهومًا شاملًا، وقد اثبت أنه من الصعب تحديده أو فهمه بالتفصيل على الرغم من وضوح فكرته الأساسية بشكلٍ كافٍ. حتمًا، يوجد العديد من التعريفات له في الكتابات المتخصصة، ولكن المقصود منه بصفة عامة هو التطوير الواسع وتطبيق السياسات والإستراتيجيات والممارسات من أجل تقليل الضرر والمخاطرغالبًا ما يُستخدم مصطلح «إدارة مخاطر الكوارث» في السياق نفسه أو للدلالة علي المفهوم ذاته، وهو برنامج نظامي لتحديد وتقييم وتقليل كافة أشكال المخاطر سواء التي يرجع أصلها إلي النشاط الإنساني أو التي تحدث عن طريق الصدفة. وبذلك، ينطبق هذا المفهوم بشكلٍ أدق علي الناحية العملية للحد من مخاطر الكوارث، أي التنفيذ الفعلي لمبادرات.

## أبحاث الكوارث
تتضمن أبحاث الكوارث إجراء دراسات ميدانية واستقصائية حول مدى التجهيزات والاستعدادات التنظيمية والمجتمعية للاستجابة والتعافي من الكوارث الطبيعية والتكنولوجية والأزمات الأخرى على مستوى المجتمع كاملًا.
يدرس مجال علم الإنسان (الأنثروبولوجيا) ذو الصلة التجمعات البشرية والبيئات والأحداث التي تخلق فوضى مطلقة. إذ يبحث في التأثيرات طويلة الأمد على مجالات متعددة في المجتمع بما في ذلك: التنظيم الاجتماعي، والتنظيم والتمكين السياسيين، والعواقب الاقتصادية، والتدهور البيئي، والتكيف والتفاعلات البشرية والبيئية، والمعرفة التقليدية، والعواقب النفسية، والصحة العامة، والسجل التاريخي للمنطقة المتضررة.
يتطلب التأهب للصحة العامة وعيًا ثقافيًا وإعدادًا وتجهيزًا؛ إذ أن الأطراف المختلفة التي تعمل خلال فترة الإغاثة والمساعدة تكون مدفوعة بمعتقدات ثقافية ودينية متجنبة للمحظورات والمحرمات، إذا كان موظفو الطوارئ والعاملون الطبيون لا يعلمون بهذه الأمور، فيمكن أن تحدث مشكلة خلال عملية العلاج سواء من جانب المريض الذي من الممكن أن يرفض تلقي العلاج أو من جانب الموظفين الذين سيرفضون معالجة الضحايا بسبب انتهاك القيم.

## تاريخ البحث

### الولايات المتحدة
يعد مركز أبحاث الكوارث (DRC) أول مركز أبحاث في العلوم الاجتماعية في العالم مكرس لدراسة الكوارث. تأسس في جامعة ولاية أوهايو عام 1963 وجرى نقله إلى جامعة ديلاوير عام 1985.
يُجري المركز أبحاثًا ميدانية واستقصائية حول مدى التجهيزات والاستعدادات التنظيمية والمجتمعية للاستجابة والتعافي من الكوارث الطبيعية والتكنولوجية والأزمات الأخرى على مستوى المجتمع كاملًا. أجرى باحثو مركز أبحاث الكوارث دراسات منهجية على مجموعة واسعة من أنواع الكوارث، بما في ذلك الأعاصير والفيضانات والزلازل والحوادث الكيميائية الخطرة وحوادث الطائرات، بالإضافة إلى أبحاث حول الاضطرابات المدنية وأعمال الشغب، منها اضطرابات لوس أنجلوس عام 1992. أجرى الموظفون ما يقرب من 600 دراسة ميدانية منذ إنشاء المركز، وسافروا إلى المجتمعات في جميع أنحاء الولايات المتحدة وإلى عدد من البلدان الأجنبية، بما في ذلك المكسيك وكندا واليابان وإيطاليا وتركيا. يدير أعضاء هيئة التدريس في قسم علم الاجتماع والعدالة الجنائية بالجامعة وقسم الهندسة مشاريع مركز أبحاث الكوارث، كما يشمل طاقم العمل أيضًا زملاء ما بعد الدكتوراه وطلاب الدراسات العليا والطلاب الجامعيين ومساعدي البحث.
لا يحتفظ مركز أبحاث الكوارث بقواعد البيانات الخاصة به فحسب، بل يعمل أيضًا كمستودع للمواد التي جمعت من وكالات وباحثين آخرين، ويحتوي على أكثر من 50000 عنصر، ما يجعله يحتوي على مجموعة متكاملة من العناصر حول الجوانب الاجتماعية والسلوكية للكوارث في العالم.
تُدعَمُ الدراسات في مجال أبحاث الكوارث من العديد من المراكز والوكالات المتنوعة والمتخصصة، مثل:
- الوكالة الفيدرالية لإدارة الطوارئ (FEMA)
- مركز متعدد التخصصات لأبحاث هندسة الزلازل
- المعهد الوطني للصحة العقلية
- معهد مخاطر الجهات العامة
- مجلس بحوث العلوم الاجتماعية
- هيئة المسح الجيولوجي الأمريكية

وبالإضافة إلى ذلك، هناك العديد من اللجان والمجالس الأكاديمية والوطنية في مجال بحوث الكوارث، منها:
- الأكاديمية الوطنية للعلوم / لجنة المجلس القومي للبحوث المعنية بالمساعدة الدولية في حالات الكوارث ومجلس الكوارث الطبيعية
- لجنة مراجعة المخاطر الاجتماعية التابعة لمؤسسة العلوم الوطنية

## بعض القضايا والتحديات

### الأولويات
وفقًا لمولفير 1996، من غير الواقعي توقع إحراز تقدم في كل جانب من جوانب الحد من مخاطر الكوارث، إذ أن القدرات والموارد غير كافية. يتعين على الحكومات وغيرها من المنظمات أن تتخذ ما هو في الواقع «قرارات استثمارية»، وأن تحدد الجانب الذي يجب عليها الاستثمار فيه، ومتى، وبأي تسلسل. ما يزيد الأمر تعقيدًا حقيقة أن العديد من التدابير التي يجري الدعوة لها هي تنموية وليست مرتبطة بشكل مباشر بإدارة الكوارث. تتجنب معظم إرشادات الحد من مخاطر الكوارث الحالية هذه المشكلة، وواحدة من الطرق تتبعها هي التركيز في النظر فقط على الإجراءات التي تهدف تحديدًا إلى تقليل مخاطر الكوارث، وهذا على الأقل يميزها عن الجهود العامة الموجهة نحو التنمية المستدامة. يتضمن مفهوم «التنمية غير المعرضة للخطر أو الحصينة» التركيز على التنمية الموجهة نحو الحد من مخاطر الكوارث، ويشمل «القرارات والأنشطة التي تصمم وتنفذ عن قصد للحد من المخاطر وقابلية التأثر بها، وكذلك زيادة المقاومة والقدرة على الصمود أمامها».

### الشراكات والتنسيق بين المنظمات
لا يمكن لمجموعة أو منظمة واحدة معالجة كل جانب من جوانب الحد من مخاطر الكوارث، إذ تعتبر الكوارث مشاكل معقدة تتطلب استجابة جماعية، كما يعد تنسيق الجهود حتى في مجال إدارة الطوارئ التقليدي عندما تجتمع العديد من المنظمات في منطقة منكوبة للمساعدة أمرًا صعبًا. بالنظر لنطاق مجال الحد من مخاطر الكوارث الواسع، تصبح العلاقات بين المنظمات وبين القطاعات (العامة والخاصة وغير الهادفة للربح، وكذلك المجتمعات) أكثر شمولاً وتعقيدًا. يتطلب الحد من مخاطر الكوارث روابط رأسية وأفقية قوية (تصبح العلاقات المركزية المحلية مهمة). فيما يتعلق بإشراك منظمات المجتمع المدني، يجب أن يتضمن ذلك التفكير بشكل مفصل حول أنواع المنظمات التي ينبغي إشراكها (على سبيل المثال، المنظمات غير الحكومية التقليدية ومنظمات مثل النقابات المهنية والمؤسسات الدينية كما هو الحال في الولايات المتحدة والهند، والجامعات والمؤسسات البحثية).

### المجتمعات ومنظماتها
يضع التفكير التقليدي لإدارة الطوارئ أو الدفاع المدني افتراضين مضللين حول المجتمعات. يرى الافتراض الأول أن الأشكال الأخرى للتنظيم الاجتماعي (المنظمات المجتمعية والتطوعية والتجمعات غير الرسمية والأسر) ليس لها أي صلة بعمل الطوارئ، ويعتبر الإجراءات العفوية التي تقوم بها (مثل البحث والإنقاذ) مُعطِّلة، لأنها لا تخضع لسيطرة السلطات. الافتراض الثاني هو أن الكوارث تنتج «ضحايا» غير فعالين تغمرهم الأزمات أو السلوك المختل وظيفيًا مثل: الذعر والنهب. لذلك، يجب إخبارهم بما يجب عليهم فعله والتحكم في سلوكهم، ويمكن أن يتم ذلك في الحالات القصوى من خلال بسط الأحكام العسكرية. هناك الكثير من الأبحاث الاجتماعية التي دحضت هذا الافتراض.
تؤكد وجهة النظر البديلة، المستندة على عدد كبير من الأبحاث، على أهمية المجتمعات والمنظمات المحلية في إدارة مخاطر الكوارث. الأساس المنطقي لإدارة مخاطر الكوارث من المجتمع أنه يستجيب للمشاكل والاحتياجات المحلية، ويستفيد من المعرفة والخبرة، كما أنه فعال من حيث التكلفة، ويحسن احتمالية الاستدامة من خلال «الملكية» الحقيقية للمشاريع، ويعزز القدرات التقنية والتنظيمية للمجتمع، ويمكّن الناس من خلال مواجهة هذه التحديات وغيرها. يعد السكان والمنظمات المحلية الجهات الفاعلة الرئيسية في الحد من المخاطر والاستجابة للكوارث.

#### التعلم من المجتمع الكولومبي
أثرت الفيضانات على معظم مناطق كولومبيا البالغ عددها 32 منطقة بين عامي 2010 و2012. وتضرر حوالي 3.6 مليون شخص. في 24 أبريل 2012، سن الرئيس خوان مانويل سانتوس قانونًا يهدف إلى تحسين الاستجابة للكوارث الطبيعية والوقاية منها على المستويين الوطني والمحلي. أجرت جامعة ديل نورتي، ومقرها في بارانكويلا، بحثًا حول كيفية استجابة أحد المجتمعات على الدمار الذي سببته الفيضانات، في محاولة لجعل المجتمعات الكولومبية أكثر مرونة في مواجهة الأحداث المماثلة التي تحدث مستقبلًا، وبتمويل من شبكة معارف المناخ والتنمية، أمضى فريق المشروع 18 شهرًا في العمل مع نساء من بلدية ماناتي في إدارة أتلانتيكو.

## وصلات خارجية
- Disaster Risk Management Society, GC University, Lahore.
- Asian Disaster Preparedness Center
- Emergency Capacity Building Project
- FAO – Platform for East and Central Africa
- EM-DAT: The International Disaster Database
- Global Facility for Disaster Reduction and Recovery
- United Nations – International Strategy for Disaster Reduction
- United Nations – International Strategy for Disaster Reduction- Regional Unit for the Americas
- UN-SPIDER – United Nations Platform for Space-based Information for Disaster Management and Emergency Response على موقع واي باك مشين (نسخة محفوظة 2008-11-20)
- Preventionweb – Building the resilience of nations and communities to disasters
- Education for hazards – What to do A guide for children and youth
- – Disaster Resilience in an Ageing World: How to make policies and programmes inclusive of older people
- International Federation of Red Cross and Red Crescent Societies Disaster Management pages
- The ProVention Consortium – Red Cross and Red Crescent at the Library of Congress (نسخة محفوظة 2001-11-16)
- UNDP/CADRI
- UNDP/BCPR
- UNDP DRR links
- The World Bank, Hazards Management Unit
- United Nations Platform for Space-based Information for Disaster Management and Emergency Response
- Earthquakes and Megacities Initiative
- International Recovery Platform

## إصدارات رئيسية
- Toward Resilience: A Guide to Disaster Risk Reduction and Climate Change Adaptation
- Disaster prevention: a role for business? – ProVention & Maplecroft
- Tools for Mainstreaming Disaster Risk Reduction: Guidance Notes for Development Organisations – Charlotte Benson and John Twigg with Tiziana Rossetto, IFRC & ProVention
- Natural Disaster Hotspots Case Studies – World Bank
- World Disasters Report 2006, IFRC
- Indigenous Knowledge for Disaster Risk Reduction UNISDR
- Building resilience from the ground up in the Maldives – United Nations
- Words Into Action UNISDR
- Living with Risk UNISDR
- UNISDR Informs UNISDR
- Guidance Notes on Safer School Construction World Bank, INEE, ISDR
- Guidance Note on Integrating Disaster Risk Reduction into the CCA and UNDAF UNDG